# Měkké doly
Měkké doly je sedm archeologických lokalit v lesících mezi nádražím Zlaté Hory a Skřivánčím potokem u státní hranice s Polskem. V těchto lokalitách se nachází pozůstatky měkkého dolování z období 16. století. Měkké doly byly zapsány do Ústředního seznamu kulturních památek ČR před rokem 1988. Měkké doly jsou součástí Zlatohorské hornické naučné stezky.

## Historie
Historie těžby zlata ve Zlatých horách kolísá v závislosti na válečných útrapách, epidemiích a také zdokonalování technických dovedností a nových metod těžby. Po útlumu v 15. století, kdy se těžba zlata přenesla do hloubky a horníci se museli potýkat s přítoky vody. Tehdejší čerpací metody nezvládaly tuto vodu vyčerpat. Pozornost byla obrácena na původní říční rýžoviště. Na přelomu 15. a 16. století byly svrchní partie rýžovišť vytěžené, proto těžaři se přesunuli do podzemí. V hloubce až sta metrů bylo koryto zlatonosného potoka překryto písky a jíly (sedimenty ledovcového původu). Byla hloubena důlní díla, která byla vybavena vodotěžnými stroji protože byla ražena v nezpevněných štěrkopíscích, byl tento typ těžby označován za měkké dolování. Přítoky vod nebylo možné zvládnout a tak v roce 1550 dal biskup Baltazar z Promnitz razit odvodňovací štolu z Glucholaz ke svahům Příčné hory. Dne 5. března 1550 byla štola, uváděná jako Tří králů, zaražena. Její délka, podle údajů z roku 1595, byla tři tisíce láter (asi 6 km). Náklady na ražbu štoly Tří králů pokrylo zlato získané při ražbě štoly. Štola měla dorazit k dolu Měkký cech, k tomu došlo v roce 1600. V dole Měkký cech byly nalezeny v roce 1890 a 1591 dva valouna zlata o váze 1,39 a 1,78 kg. Valouny byly darovány císaři Rudolfovi II. V roce 1609 došlo k průvalu vod a těžba v tomto dole byla ukončena. Těžba na ostatních měkkých dolech byla prováděná až do doby třicetileté války. Další pohromy v podobě moru a čarodějnických procesů a další prusko-rakouská válka znamenaly úpadek hornictví ve Zlatých Horách. Místo zlata se více těžila měď a z důlních vod se vyráběl vitriol. V roce 1752 byla Marií Terezií zrušena hornická privilegia a definitivní konec nastal v roce 1883. Obnova těžby zlata a polymetalických rud byl obnovena po druhé světové válce (1952) a ukončena v roce 1993.